# Kae Araki
Kae Abe (jap. 阿部 佳恵 Abe Kae; ur. 6 listopada 1966 w Osace), lepiej znana jako Kae Araki (jap. 荒木 香恵 Araki Kae) – japońska seiyū i aktorka dubbingowa. Znana głównie z ról Chibiusy oraz Usagi Tsukino w serii Czarodziejka z Księżyca.

## Filmografia

### Anime
- 3-chōme no Tama Uchi no Tama Shirimasenka? (Koma)
- Aahari Manada (Miyuki)
- Armored Police Metal Jack (Sayuri Kamizaki)
- Ashita no Nadja (Simone Monterran)
- B Biidaman Bakugaiden V (Mermaid Bon)
- Babar the Elephant (Flora)
- Bonobono (Chirabi-chan)
- Cardcaptor Sakura (Akane)
- Ceres, Celestial Legend (Shōta Kurima)
- Chikyū SOS Sore Ike Kororin (Ozon Eko)
- Corrector Yui (Ai Shinozaki)
- Digimon Adventure (Hikari Yagami)
- Digimon Adventure 02 (Hikari Yagami)
- Digimon Frontier (Patamon)
- Flame of Recca (Yōko)
- Fushigi Yūgi (Miaka Yūki)
- Gilgamesh (Reiko Yushiro)
- Go Go Itsutsugo Ra•n•do (Kodama Morino)
- Great Teacher Onizuka (Nagisa Nagase)
- Gunsmith Cats („Minnie” May Hopkins)
- Hand Maid May (Chigusa Tani)
- Hungry Heart Wild Striker (Kaori Doumoto)
- I Can Hear the Sea (Yumi Kohama)
- Ie Naki Ko Remi (Maria)
- Iketeru Futari (Akira Koizumi)
- Kodocha (Shizu)
- Wagakusa Monogatari Nan to Jō-sensei (Daisy)
- Let's Nupu Nupu (Hamster / Kyouzame-chan / Mari-chan)
- Love Com (Mimi Yoshioka)
- Doki Doki♡Densetsu Mahōjin Guru Guru (Juju Kū Shunamuru)
- Medabots (Nadako)
- Mirmo! (Otome, Marina)
- Mobile Fighter G Gundam (Cas Ronari)
- Mobile Suit Gundam Wing (Hilde Schbeiker)
- Mobile Suit Victory Gundam (Peggy Lee)
- Monster Rancher (Michelle)
- Pocket Monsters (Natsume)
- RahXephon (Cathy McMahon)
- Sailor Moon (Chibiusa, Usagi Tsukino (eps.44-50))
- Shin Hakkenden (Tamazusa)
- Slayers Try (Anna)
- Super Radical Gag Family (Noriko Nishikawa)
- YAWARA! Special: Zutto Kimi no Koto ga… (Marusō)
- Yu-Gi-Oh! Duel Monsters GX (Maiden of the Aqua)
- Zoids: Fuzors (Rebecca)

### OVA
- Gestalt (anime) (Ōri)
- Fushigi Yūgi series (Miaka Yūki)
- Guardian Hearts (Maya Ōba)
- Guardian Hearts: Power Up! (Maya Ōba)
- Gunsmith Cats (May „Minnie May” Hopkins)
- Juliette (An Nozaki)
- Mobile Suit Gundam 0083: Stardust Memory (Jacqueline Simone)

### Filmy
- Digimon Adventure (Hikari Yagami/Hikari Kamiya)
- Juliette (An Nozaki)
- Mobile Suit Gundam 0083: The Last Blitz of Zeon (Jacqueline Simone)
- Pretty Soldier Sailor Moon R The Movie (Chibiusa)
- Pretty Soldier Sailor Moon S The Movie (Chibiusa)
- Sailor Moon SuperS: The Movie (Chibiusa)

### Gry
- Alnam no Tsubasa (Kureha)
- Baten Kaitos: Eternal Wings and the Lost Ocean (Lady Melodia)
- Capcom Fighting Jam (Felicia)
- Cross Edge (Felicia)
- Cyberbots: Full Metal Madness (Mao)
- Fūun Gokū Ninden (Sanzō)
- Gunbare! Game Tengoku (Sakura)
- Kindaichi Shōnen no Jikenbo 2: Jigoku Yūenchi Satsujin Jiken (Kayo Minamoto)
- Marvel vs. Capcom 2: New Age of Heroes (Felicia)
- Megami Paradise (Maharaja)
- Megami Paradise II (Maharaja)
- Metal Angel 3 (Kumi Kochō, Isabella Iceberg)
- Mobile Suit Gundam: Meguri Ai Uchū (Jacqueline Simone, Riria Furōbēru)
- Namco × Capcom (Felicia, Fong Ling)
- Next King: Koi no Sennen Ōkoku (Ginger Bībām)
- Pocket Fighter (Felicia, narration, Lilith)
- Prism Court (Akari Okajima)
- Riglord Saga 2 (Female Thief Shiranami)
- Sailor Moon: Another Story (Chibiusa)
- Solatorobo: Red The Hunter (Nero)
- Star Ocean 3: Till the End of Time (Freya)
- Super Puzzle Fighter II X (Felicia, Hsien-Ko)
- Super Robot Wars -(Kukuru, Jacqueline Simone, Hilde Schubeiker)
- Tales of the Tempest (Arria Ekberg)
- Tilk: Aoi Umi kara Kita Shōjo
- Valkyrie Profile (Księżniczka Gieraude, Freya)
- Valkyrie Profile: Lenneth (Księżniczka Gieraude, Freya)
- Vampire: The Night Warriors (Felicia, Snowmen)
- Vampire Hunter: Darkstalkers' Revenge (Felicia, Snowmen)
- Vampire Savior: The Lord of Vampire (Felicia)
- Variable Geo – (Manami Kusonoki)

### Live action
- Blossom (Kennedy)
- Chłopiec poznaje świat (Morgan Matthews)
- Jōnetsu no Meisō (Natalie)
- Taiketsu Spellbinder (Ben)
- Fraggle Rock (Red Fraggle)

## CD
- AIKa: Little Trigger Girl (Felnand Mizusumashi)
- Amitie (featuring Konami Yoshida and Kae Araki)
- Ouran High School Host Club (Ayanokōji)
- CD Theater: Dragon Quest (Poppy)

## Dubbing
- Tomek i przyjaciele – Mavis; Alice
- Ed, Edd i Eddy – Sara
- The Tudors Catherine of Aragon, Anne of Cleves i Catherine Parr
- Odlotowe agentki – Sam (Samantha); Phoebe Simpson